# Hal Roach
Harold Eugene (Hal) Roach, Sr., född 14 januari 1892 i Elmira, New York, död 2 november 1992 i Bel Air, Los Angeles, Kalifornien, var en amerikansk film- och TV-producent.
Hal Roach inledde sin filmkarriär redan 1912 som statist, men den stora vändpunkten inträffade när han 1915 startade filmbolaget Hal Roach Studio, som mer eller mindre uteslutet producerade komedier. Många av den tidiga filmhistoriens populäraste komiker arbetade hos Roach, bland andra Harold Lloyd (1915–1923), Charley Chase (1920–1936) och Helan och Halvan (1926–1940).
Roach producerade både korta och längre filmer. 1955 tog hans son Hal Roach, Jr. över studion. Den lades slutligen ner 1961. Den äldre Roach fortsatte dock att vara sporadiskt aktiv inom filmmediet fram till sina sista år.
I filmen Helan & Halvan från 2018 spelas Roach av Danny Huston.